# Scurrula atropurpurea
Scurrula atropurpurea är en tvåhjärtbladig växtart som först beskrevs av Bi., och fick sitt nu gällande namn av Dans.. Scurrula atropurpurea ingår i släktet Scurrula och familjen Loranthaceae. Inga underarter finns listade i Catalogue of Life.